# Michael James Burry
Michael James Burry, född 19 juni 1971  i San Jose, Kalifornien, är en amerikansk investerare, hedgefondförvaltare och läkare.
Burry grundade hedgefonden Scion Capital, som han drev från 2000 till 2008, innan han stängde företaget för att fokusera på sina egna personliga investeringar. Burry är mest känd för att vara den första investeraren som förutsåg och drog nytta av subprime-hypotekskrisen, vilken inträffade mellan 2007 och 2010.

## Biografi
Vid två års ålder förlorade han ett av ögonen i cancer och har ett konstgjort öga sedan dess.
Som tonåring gick Burry på Santa Teresa High School.
Burry studerade ekonomi och till läkare vid University of California, Los Angeles. Han fortsatte med en doktorsexamen på Vanderbilt University School of Medicine, och började men avslutade inte sin utbildning i neurologi vid Stanford University Medical Center.
Under studietiden utövade Burry på nätterna sin hobby inom finansiella investeringar.
Trots att han inte praktiserade som läkare har Burry behållit sin läkarlegitimation från Medical Board of California, inklusive krav på vidareutbildning.

## Karriär
Efter medicinska studier arbetade Burry som neurolog bosatt på Stanford Hospital och sedan som patolog bosatt på Stanford Hospital.
Burry lämnade arbetet som patolog för att starta hedgefond. Han hade redan utvecklat ett rykte som investerare med framgångar inom värdeinvesteringar, vilket han från 1996 skrev om på en aktiediskussionssida kallad “Silicon Investor”. Han var så framgångsrik med sina aktieval att han fångade intresset hos företag som Vanguard, White Mountains Insurance Group och framstående investerare som Joel Greenblatt. Burry har en strikt traditionell förståelse av värdeinvesteringar. Han har sagt mer än en gång att hans investeringsstil bygger på Benjamin Graham och David Dodds 1934-bok Security Analysis: "All my stock picking is 100% based on the concept of a margin of safety." 
Efter att ha stängt sin webbplats i november 2000 startade Burry den (nu nedlagda) hedgefonden Scion Capital, finansierad av ett arv och lån från sin familj. Företaget namngavs efter Terry Brooks 'The Scions of Shannara (1990), en av hans favoritromaner. Burry tjänade snabbt extraordinära vinster för sina investerare. Enligt författaren Michael Lewis, "under sitt första hela år 2001 föll S&P 500 med 11,88%. Scion ökade med 55%. Burry kunde uppnå dessa avkastningar genom att kortsluta övervärderade tekniska aktier vid toppen av internet bubblan. Året efter föll S&P 500 med 22,1% och ändå gick Scion upp igen med 16%. Nästa år, 2003, vände aktiemarknaden upp och steg 28,69%, men Mike Burry överträffade igen det talet med investeringar med 50% avkastning. I slutet av 2004 hanterade Mike Burrys fond 600 miljoner dollar.
2005 började Burry fokusera på subprime-marknaden. Genom sin analys av hypotekslån 2003 och 2004 förutspådde han korrekt att fastighetsbubblan skulle kollapsa så tidigt som 2007. Burrys analys om värdena för bostadsfastigheter övertygade honom om att subprime-inteckningar, särskilt de med "teaser" -räntor, och obligationer baserade på dessa inteckningar skulle börja förlora i värde när de ursprungliga räntorna kom att bli mycket högre, ofta på så lite tid som två. Denna slutsats ledde till att Burry blankade marknaden genom att övertala Goldman Sachs och andra värdepappersföretag att sälja “Credit default swap’s” (CDS) mot “subprime”-värdepapper som han såg som sårbara. Denna analys visade sig vara korrekt, och Burry tjänade därefter betydande belopp.
Då Burry tvingades göra betalningar till de institut som ställt ut värdepappren drabbades Burry av ett investeraruppror, där vissa investerare i hans fond oroade sig för att hans förutsägelser var felaktiga och krävde att ta ut sitt kapital. Så småningom visade sig Burrys analys vara korrekt: han gjorde personlig en vinst på 100 miljoner dollar och för sina övriga investerare mer än 700 miljoner dollar. Scion Capital gjorde slutligen en avkastning på 489,34% (netto efter avgifter och kostnader) mellan starten den 1 november 2000 och juni 2008. S&P 500, allmänt betraktat som riktmärke för den amerikanska marknaden, avkastade strax under 3%, inklusive utdelning över samma period.
Enligt sin webbplats likviderade Burry sina korta positioner i april 2008 och drabbades inte av räddningsaktionerna 2008 och 2009. Han likviderade därefter sitt företag för att fokusera på sin personliga investeringsportfölj.
I en intervju den 3 april 2010 för The New York Times hävdade Burry att alla som studerade den finansiella marknaden noggrant 2003, 2004 och 2005 kunde ha identifierat den växande risken på subprime-marknaden. Han beskyllde den federala tillsynsmyndigheten för att inte ha lyssnat på framförda varningar utanför en sluten krets av rådgivare.
År 2013 startade Burry återigen en hedgefond, den här gången Scion Asset Management, och rapporterade i enligt med gällande undantagsregler i delstaten Kalifornien godkända av SEC, för investeringsrådgivare (ERA).
Burry har fokuserat mycket på att investera i vatten, guld och jordbruksmark. Burry har sagt att ”rent vatten kan inte tas för givet. Och vatten är grunden för politiska tvister.” I slutet av drama filmen The Big Short från 2015, görs ett uttalande om att nuvarande intresse är: "Den små satsningar han fortfarande gör är inriktade på en tillgång: vatten."
Rapporter (13F) från Scions portfölj från 4:e kvartalet 2015 till 3:e kvartalet 2016 (vilket krävs av SEC) visar på att fondinnehaven då överstig 100 miljoner dollar. Efter mer än två år, den 14 februari 2019, lämnade Scion Asset Management in ytterligare en 13F rapport, vilken visade att Michael Burry förvaltade många betydande aktieposter till ett sammanlagt värde om 103 528 000 dollar. I augusti 2019 citerade Bloomberg News ett e-postmeddelande från Burry där han ansåg att det uppkommit en bubbla i amerikanska aktieaktier på grund av populariteten med passiva investeringar, vilka uppträder som "föräldralösa värdepapper globalt". De största investeringarna är Alphabet Inc. (121 miljoner dollar) och Facebook (24,4 miljoner dollar).